# 14.º Grupo de Reconocimiento
El 14° Grupo de Reconocimiento (Aufklärungs-Gruppe. 14) fue una unidad militar de la Luftwaffe alemana.

## Historia
Formado el 1 de octubre de 1937 en Münster desde el Grupo de Estado Mayor/114° Grupo de Reconocimiento. El 1 de noviembre de 1938 como el Grupo de Estado Mayo/12° Grupo de Reconocimiento.
Reformada el 1 de noviembre de 1938 en Köttingbrunn desde el Grupo de Estado Mayor/18° Grupo de Reconocimiento. El 26 de agosto de 1939 es reasignada al 3° Comandante de la Fuerza Aérea.

## Comandantes de Grupo
- Teniente coronel Ernst Krüger – (1 de octubre de 1937 – 1 de noviembre de 1938)

## Grupo de Estado Mayor (Stab)
Formada el 1 de octubre de 1937 en Münster desde el Grupo de Estado Mayor/114° Grupo de Reconocimiento. El 26 de agosto de 1939 es reasignada al 3° Comandante de la Fuerza Aérea.

## Bases
| 1 de octubre de 1937 – 1 de noviembre de 1938 | Münster      | He 45 y el He 46 |
| Enero de 1939 – 26 de agosto de 1939          | Köttingbrunn | Hs 126           |

## 1° Escuadra (H)
Formada el 1 de octubre de 1937 en Münster desde la 1° Escuadra/114° Grupo de Reconocimiento. El 1 de noviembre de 1938 como la 1° Escuadra/12° Grupo de Reconocimiento. Reformada el 1 de noviembre de 1938 en Köttingbrunn desde la 1° Escuadra/18° Grupo de Reconocimiento. Disuelta en marzo de 1942.

## Bases
| 1 de octubre de 1937 – 1 de noviembre de 1939     | Münster                 |        |
| 1 de noviembre de 1938 – agosto de 1939           | Köttingbrunn            | Hs 126 |
| Agosto de 1939 – septiembre de 1939               | Sillein                 |        |
| Septiembre de 1939                                | Jablonka                |        |
| Septiembre de 1939                                | Jaroslav                |        |
| 2 de octubre de 1939 – 31 de octubre de 1939      | Bad Vöslau              |        |
| 31 de octubre de 1939 – 14 de noviembre de 1939   | Ratisbona-Obertraubling |        |
| 14 de noviembre de 1939 – 21 de noviembre de 1939 | Darmstadt               |        |
| 21 de noviembre de 1939 – mayo de 1940            | Limburg                 |        |
| Mayo de 1940                                      | Vervins                 |        |
| Mayo de 1940                                      | Rancourt                |        |
| Junio de 1940                                     | Richebourg              |        |
| Julio de 1940 – septiembre de 1940                | Auxerre                 |        |
| Septiembre de 1940 – octubre de 1940              | Le Puilts-Berault       |        |
| Octubre de 1940 – febrero de 1941                 | Etrepagny               |        |
| Febrero de 1941 – 11 de marzo de 1941             | Craiova                 |        |
| 11 de marzo de 1941 – 25 de marzo de 1941         | Novo Selczi             |        |
| Abril de 1941 – mayo de 1941                      | Larissa                 |        |
| Mayo de 1941 – julio de 1941                      | Kitzingen               |        |
| 10 de julio de 1941 – 12 de agosto de 1941        | Kosina                  |        |
| 10 de enero de 1941 – Operación Felix             |                         |        |
| 22 de agosto de 1941 – 11 de septiembre de 1941   | Royan                   |        |
| Septiembre de 1941                                | Grodno                  |        |
| Septiembre de 1941                                | Ponjatovka              |        |
| Octubre de 1941                                   | Schubovka               |        |
| Noviembre de 1941 – diciembre de 1941             | Cholm                   |        |
| Diciembre de 1941                                 | Stopschitsche           |        |
| 25 de diciembre de 1941 – enero de 1942           | Witebsk                 |        |
| Enero de 1942 – mayo de 1942                      | Seranvillers/Cambrai    |        |

## 2° Escuadra (H)
Formada el 1 de octubre de 1937 en Münster desde la 2° Escuadra/114° Grupo de Reconocimiento. El 1 de noviembre de 1938 como la 2° Escuadra/12° Grupo de Reconocimiento. Reformada el 1 de noviembre de 1938 en Köttingbrunn desde la 2° Escuadra/18° Grupo de Reconocimiento. El 1 de noviembre de 1943 es reasignado a la 1° Escuadra/11° Grupo de Reconocimiento de Corto Alcance. Sirvió bajo la 2° Flota Aérea en marzo de 1942 – Agosto de 1943 y el Grupo de Estado Mayor/11° Grupo de Reconocimiento de Corto Alcance en septiembre de 1943 – octubre de 1943. Disuelta en octubre de 1943.

## Bases
| 1 de octubre de 1937 – 1 de noviembre de 1938 | Münster          |                    |
| 1 de noviembre de 1938 – agosto de 1939       | Köttingbrunn     | Hs 126             |
| Agosto de 1939 – septiembre de 1939           | Sillein          |                    |
| Octubre de 1940                               | Hastenrath       |                    |
| Abril de 1941 – noviembre de 1941             | Ain el Gazala    | Bf 109 y el Bf 110 |
| Noviembre de 1941                             | Bir el Gabr      |                    |
| Diciembre de 1941                             | Martuba          |                    |
| Diciembre de 1941                             | Benina           |                    |
| Diciembre de 1941 – enero de 1942             | Arco Philaenorum |                    |
| Febrero de 1942                               | Agedabia(?)      |                    |
| Marzo de 1942 – abril de 1942                 | Martuba          |                    |
| Abril de 1942 – noviembre de 1942             | Alemania         | Bf 109             |
| Noviembre de 1942                             | Trapani          |                    |
| Noviembre de 1942 – abril de 1943             | Tunis*           |                    |
| Mayo de 1943 – septiembre de 1943             | Reggio           |                    |
| Septiembre de 1943 – noviembre de 1943        | Marsigliana      |                    |

- bases de avanzada o suplente: El Aouina, Gabes y Kairouan.

## 3° Escuadra (H)
Formada el 1 de octubre de 1937 en Münster desde la 3° Escuadra/114° Grupo de Reconocimiento. El 1 de noviembre de 1938 como la 3° Escuadra/12° Grupo de Reconocimiento. Reformada el 1 de noviembre de 1938 en Köttingbrunn desde la 3° Escuadra/18° Grupo de Reconocimiento. En febrero de 1944 es reasignado a la 13° Escuadra/14° Grupo de Reconocimiento. Sirvió bajo el Grupo de Estado Mayor/3° Grupo de Reconocimiento de Corto Alcance en mayo de 1942 – julio de 1943, el Grupo de Estado Mayor/5° Grupo de Reconocimiento de Corto Alcance en agosto de 1943, el Grupo de Estado Mayor/4° Grupo de Reconocimiento de Corto Alcance en septiembre de 1943 – febrero de 1944. Disuelta en diciembre de 1944.

## Bases
| 1 de octubre de 1937 – 1 de noviembre de 1938 | Münster         |                      |
| 1 de noviembre de 1938 – agosto de 1939       | Köttingbrunn    | Hs 126               |
| Agosto de 1939 – septiembre de 1939           | Engelsvalde     |                      |
| Octubre de 1940                               | Brüssels        |                      |
| Abril de 1941                                 | Bad Vöslau      | Focke-Wolf Fw 189A   |
| Julio de 1941                                 | Metschanitza(?) |                      |
| Septiembre de 1941                            | Smolensk        |                      |
| Octubre de 1941                               | Schubovka       |                      |
| Abril de 1942                                 | Auve(?)         | Focke-Wolf Fw 189A-1 |
| Julio de 1942                                 | Marjevka        | Focke-Wolf Fw 189A-1 |
| Agosto de 1942                                | Konstantinovka  | Focke-Wolf Fw 189A-1 |
| Septiembre de 1942                            | Naftjanaja      | Focke-Wolf Fw 189A-1 |
| Febrero de 1943                               | Dretun          | Focke-Wolf Fw 189A-1 |
| Mayo de 1943                                  | Welish(?)       | Focke-Wolf Fw 189A-1 |
| Enero de 1944                                 | Orscha          | Focke-Wolf Fw 189A-1 |

## 4° Escuadra (F)
Formada el 1 de noviembre de 1938 en Köttingbrunn desde la 4° Escuadra/18° Grupo de Reconocimiento. En mayo de 1942 sirvió bajo el Grupo de Estado Mayor/2° Grupo de Reconocimiento de Largo Alcance. Disuelta en abril de 1945. 

## Bases
| Noviembre de 1938 – septiembre de 1939   | Köttingbrunn         |                           |
| Agosto de 1939 – septiembre de 1939      | Mankendorf           | Dornier Do 17             |
| Marzo de 1940 – mayo de 1940             | Düsseldorf           |                           |
| Julio de 1940 – noviembre de 1940        | Cherbourg            | Dornier Do 17 y el Bf 110 |
| Noviembre de 1940 – mayo de 1941         | Villacoublay         |                           |
| Mayo de 1941 – julio de 1941             | Dubovo               | Ju 88                     |
| Septiembre de 1941 – junio de 1942       | Al Norte de Smolensk |                           |
| Junio de 1942 – marzo de 1943            | Dugino               | Ju 88A-5                  |
| Marzo de 1943 – septiembre de 1943       | Al Norte de Smolensk | Ju 88D-1                  |
| Octubre de 1943 – diciembre de 1943      | Baranovitschi        | Ju 88D-1                  |
| Diciembre de 1943 – marzo de 1944        | Gutenfeld            | Ju 88D-1                  |
| Marzo de 1944 – 5 de julio de 1944       | Baranovitschi        | Ju 188F-1                 |
| 5 de julio de 1944 – 9 de julio de 1944  | Biala-Podlaska       | Ju 188F-1 y el Ju 88D-1   |
| 9 de julio de 1944 – 15 de julio de 1944 | Sudauen              | Ju 188F-1 y el Ju 88D-1   |
| 15 de julio de 1944 – agosto de 1944     | Groß-Schiemanen      | Ju 188F-1 y el Ju 88D-1   |
| Agosto de 1944 – diciembre de 1944       | Wormditt             | Ju 188D-2 y el Ju 188F-1  |
| Diciembre de 1944 – marzo de 1945        | Rahmel               | Ju 188D-2 y el Ju 188F-1  |

## 5° Escuadra (H)
Formada en agosto de 1940 en Köttingbrunn desde partes de la 3° Escuadra (H). Disuelta en enero de 1942.

## Bases
| Agosto de 1940 – abril de 1941 | Köttingbrunn     | Hs 126 |
| Julio de 1941                  | Brusilov         |        |
| Julio de 1941                  | Biala-Zerkiov(?) |        |
| Agosto de 1941                 | Bogusslav(?)     |        |
| Septiembre de 1941             | Smolensk         |        |
| Diciembre de 1941              | Pokrovskoje(?)   |        |

## 13° Escuadra
Formada en febrero de 1944 en Orscha desde la 3° Escuadra (H). Desde octubre de 1944 se usaron para Reconocimientos Nocturnos. Sirvió bajo el Grupo de Estado Mayor/4° Grupo de Reconocimiento de Corto Alcance en febrero de 1944 – mayo de 1944 y el Grupo de Estado Mayor/10° Grupo de Reconocimiento de Corto Alcance en junio de 1944 – octubre de 1944. Disuelta en marzo de 1945.

## Bases
| Febrero de 1944 – 6 de junio de 1944      | Orscha*         |  |
| 6 de junio de 1944 – 27 de junio de 1944  | Tolotschin      |  |
| 27 de junio de 1944 – 1 de julio de 1944  | Shodino         |  |
| 1 de julio de 1944 – 4 de julio de 1944   | Wilna           |  |
| 4 de julio de 1944 – 7 de julio de 1944   | Lida            |  |
| 7 de julio de 1944 – 11 de julio de 1944  | Olita           |  |
| 11 de julio de 1944 – 14 de julio de 1944 | Kvatery         |  |
| 15 de julio de 1944 – 15 de julio de 1944 | Kurjany         |  |
| 15 de julio de 1944 – 24 de julio de 1944 | Raczki          |  |
| 24 de julio de 1944 – octubre de 1944     | Lyck            |  |
| Octubre de 1944 – diciembre de 1944       | Rastken         |  |
| Diciembre de 1944 – 13 de febrero de 1945 | Niederbreisig** |  |
| 13 de febrero de 1945 – marzo de 1945     | Limburg**       |  |

1*Destacamento en Bojary el 14 de marzo de 1944 – 11 de abril de 1944.

2**Destacamento en Ödheim en febrero de 1945.